# Polbryt

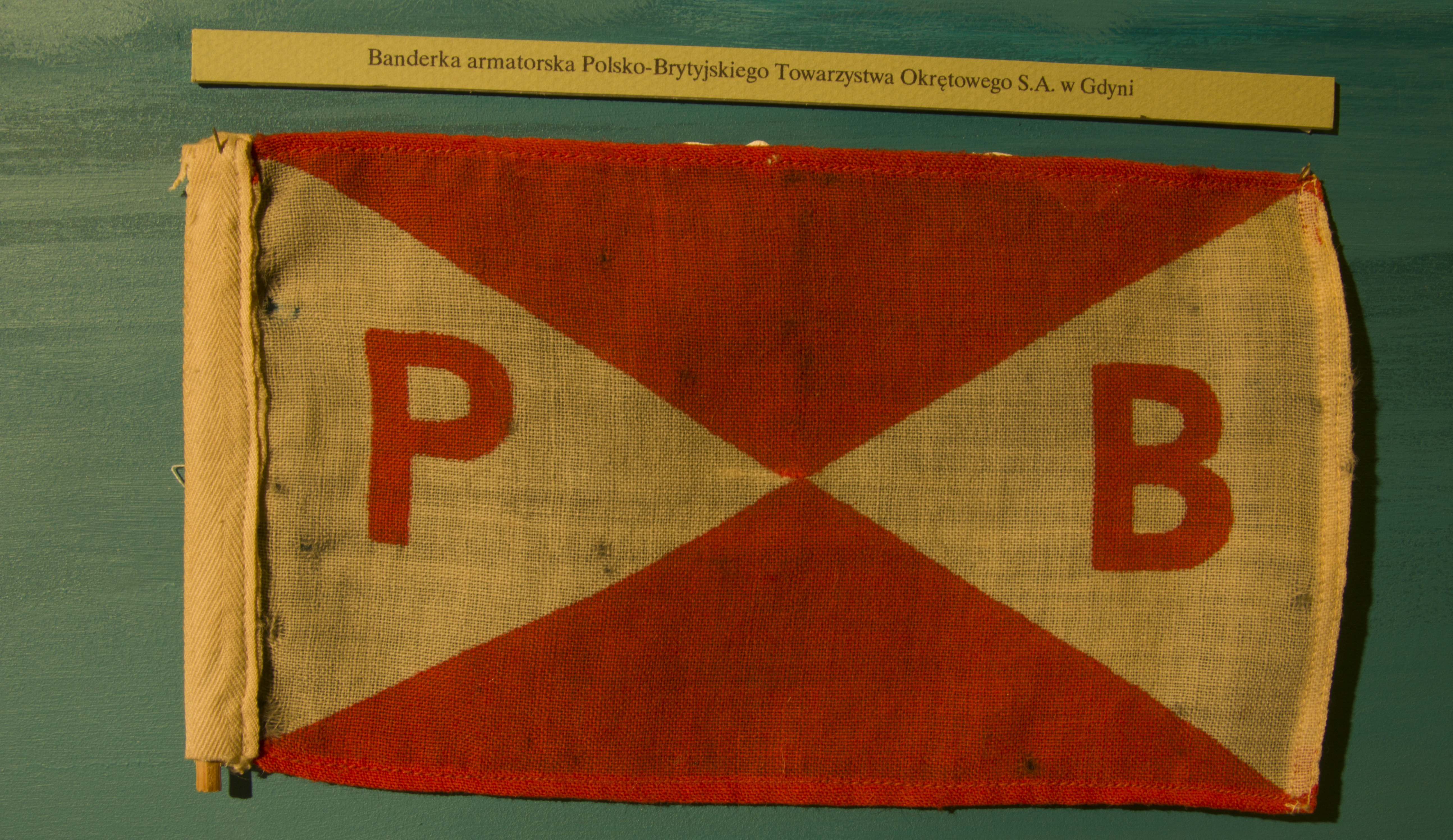
Flaga armatorska firmy Polbryt

Polbryt, inaczej Polsko-Brytyjskie Towarzystwo Okrętowe − mieszane przedsiębiorstwo armatorskie powstałe w roku 1928 z inicjatywy Juliana Rummla, dla obsługi ruchu emigracyjnego, jaki pod koniec lat dwudziestych XX wieku zaktywizował Gdańsk i inne porty nadbałtyckie. Trzy czwarte udziałów w spółce miała "Żegluga Polska", pozostałe 25% brytyjska firma armatorska "Ellerman & Wilson Line".
"Polbryt", będący historycznie trzecim polskim armatorem, miał za zadanie obsługę pierwszego etapu emigranckiej wędrówki: z Gdańska i Gdyni do portów angielskich, głównie Londynu i Hull, skąd emigrantów przejmowały wielkie kompanie żeglugowe, jak Cunard, czy White Star, dla przewiezienia ich na drugą stronę Atlantyku.

## Początki
Zaczątkiem floty "Polbrytu" były cztery statki odkupione od "Ellerman & Wilson Line": 25-letnie parowce "Rewa" i "Łódź", 15-letnia "Warszawa" oraz stosunkowo nowy (zbudowany w 1922 roku) i największy "Premjer" (kapitan Eustazy Borkowski). Wszystkie – oprócz kilkunastu miejsc pasażerskich w kabinach nadbudówek – miały na międzypokładach od 200 do 450 miejsc o bardzo niskim standardzie wyposażenia (wspólne sypialnie i jadalnie, prymitywne umywalnie i sanitariaty). Część ładowni stanowiły chłodnie, w których transportowano na Zachód polskie mięso i masło.
Po trzech latach od powstania "Polbrytu" (i przewiezieniu ponad 56 000 pasażerów) liczba emigrantów znacząco spadła, a to ze względu na wprowadzenie w roku 1931 przez Stany Zjednoczone ograniczeń kwot imigranckich, co wiązało się z wielkim kryzysem, jaki uderzył w roku 1929 USA, a następnie dalsze kraje na całym świecie.

## Zmiana trendów
W związku z kryzysem gospodarczym, emigranckie statki "Polbrytu" straciły rację bytu. Jako pierwszą kompania skreśliła ze swej listy "Łódź". Zakupiła ją Marynarka Wojenna RP i przystosowała na bazę okrętów podwodnych "ORP Sławomir Czerwiński" (oddany na złom w 1938 roku). W roku 1934 złomowano nieczynną od dłuższego czasu "Rewę", a w 1935 sprzedano do Włoch "Premjera". Jedynie "Warszawa" doczekała wybuchu wojny, ale została zatopiona 26 grudnia 1941 roku pod Marsa Matruh na Morzu Śródziemnym podczas przewożenia zaopatrzenia dla oblężonego Tobruku.

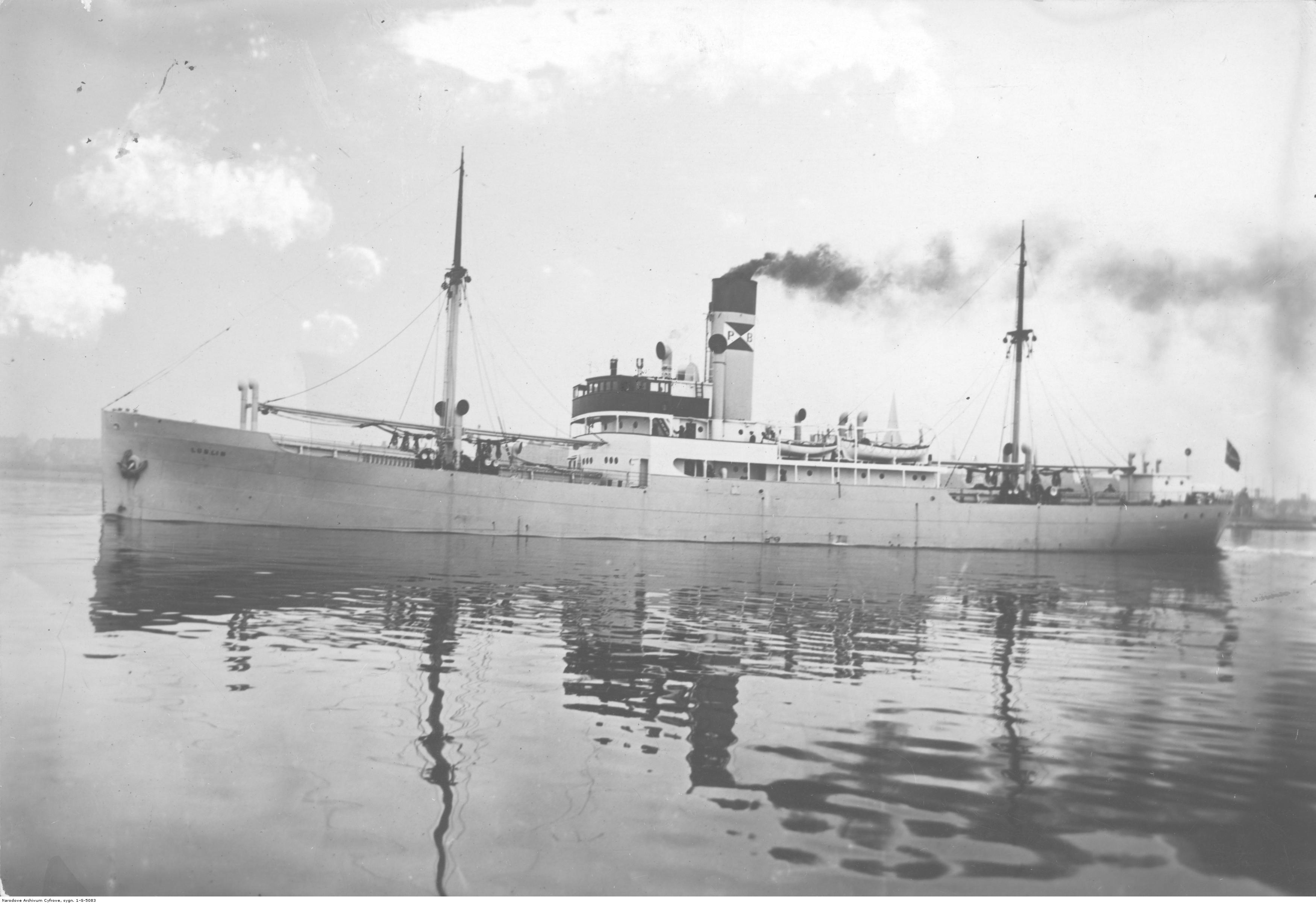
Statek "Lublin"

Wraz z obumieraniem ruchu emigranckiego na liniach polsko-brytyjskich zaczęły przeważać przewozy chłodzonej drobnicy. Dlatego w roku 1931 zakupiono w Danii dwa kolejne parowce: "Lublin" i "Lwów". Weszły na linię Gdynia-Hull, gdzie były obecne do wybuchu wojny, a na linię Gdynia-Londyn skierowano po kilku latach nowo zbudowany statek "Lech", będący nową wersją dwóch poprzednich, z chłodzonymi ładowniami. Ostatnim statkiem zbudowanym dla armatora tuż przed wojną był drobnicowiec "Lida".
Armator zamówił również przed wojną w Holandii budowę statku pasażersko-towarowego MS Warszawa, którego projektantem był zatrudniony przez "Polbryt" Witold J. Urbanowicz, po wojnie znany profesor zajmujący się budownictwem okrętowym. Statek wpadł jednak w ręce niemieckie po zajęciu Holandii i został nazwany "Bolkoburg". Jego wypalony wrak (statek spłonął w ostatnich miesiącach wojny) odzyskano po wojnie, ale nie nadawał się do remontu. Wymontowano jedynie silnik, który wstawiono do kadłuba nowo zbudowanego w Polsce, tworząc nietypową jednostkę, która pływała pod nazwą "Monte Cassino".

## Likwidacja
Działania wojenne przetrwały statki "Lublin", "Lech" i "Lida" - poza "Warszawą" utracony został także "Lwów", zbombardowany w porcie Bari. "Lida" po wojnie została z przyczyn politycznych przemianowana na "Gliwice". "Lech" w roku 1948, w Zatoce Kilońskiej wpadł na minę i osiadł na dnie. Został wydobyty i wyremontowany w roku następnym, a po jego zatonięciu przedsiębiorstwo kupiło w Norwegii inny chłodniowiec, "Czech". W roku 1952 władze komunistycznej Polski ostatecznie zlikwidowały przedsiębiorstwo "Polbryt". Wszystkie cztery istniejące statki przejęły Polskie Linie Oceaniczne.